# Atelier liégeois pour la promotion de l'histoire et des archives sociales
 (mars 2018).
Si vous disposez d'ouvrages ou d'articles de référence ou si vous connaissez des sites web de qualité traitant du thème abordé ici, merci de compléter l'article en donnant les références utiles à sa vérifiabilité et en les liant à la section « Notes et références ».
 (octobre 2020).

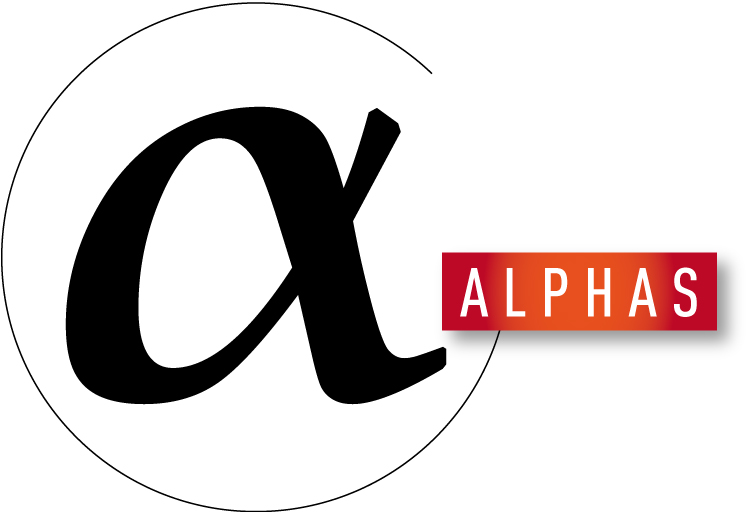
Logo d'ALPHAS

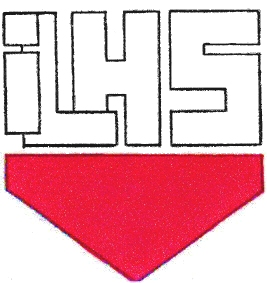
Ancien logo de l'ILHS

L'Atelier liégeois pour la promotion de l'histoire et des archives sociales (ALPHAS), anciennement Institut Liégeois d'Histoire Sociale (ILHS), est un centre d'archives. Il est subventionné par la Fédération Wallonie-Bruxelles créé en octobre 1987 à l'initiative de Linda Musin avec le soutien de la Fédération liégeoise du parti socialiste, de la Fédération  des mutualités socialistes et syndicalistes, de présence et action culturelle (PAC) et de l'Office des Bibliothécaires et des amis de la Lecture. À cette époque, il porte le nom d'Institut Liégeois d'Histoire Sociale (ILHS).
Pour ses 30 ans, en 2017, l'ILHS change de nom pour devenir ALPHAS. Dans l'esprit de ses fondateurs, ALPHAS doit s'intégrer dans le vaste mouvement international qui s'intéresse à l'histoire sociale et ouvrière.

## Objectifs
ALPHAS a pour objectifs de préserver, de valoriser scientifiquement et de vulgariser les archives, collections, objets et documents relatifs à l'histoire sociale de la Province de Liège. La démarche d'ALPHAS tend donc à susciter ces recherches en mettant à la disposition des chercheurs le matériel historique qui leur est indispensable.

## Activités

### Collecte des documents
ALPHAS est à la recherche de livres, de revues et d'archives, mais aussi d'autres types de documents, tels que les affiches, tracts, drapeaux, carnets d'affiliés, insignes, bustes, photos, films, témoignages oraux et écrits, gadgets… Il y a deux modes de dépôt à ALPHAS : le don ou le dépôt-gestion. Le dépôt-gestion est un contrat qui permet aux personnes qui le désirent de déposer des documents tout en en restant propriétaires.

### Inventaire et recherche scientifique
Le volume d'archives rassemblées par ALPHAS est impressionnant (800 ml). L'inventaire des périodiques et des archives, la catalographie des livres et des affiches, l'organisation d'une photothèque… sont des travaux indispensables pour faire vivre les fonds.

### Mise en valeur du patrimoine
ALPHAS met à la disposition du public une salle de lecture où peuvent être consultés et reproduits des documents provenant de la bibliothèque (15 000 ouvrages et les périodiques) et des fonds d'archives. Parallèlement, ALPHAS poursuit une politique de mise en valeur de son patrimoine par des expositions et des publications destinées à un large public.

#### Études
Des études ont été réalisées dans différents domaines : Le Parti ouvrier belge liégeois, la guerre civile espagnole, les mutualités socialistes en Belgique avant 1914...

#### Expositions
ALPHAS a aussi créé ou collaboré à plusieurs expositions : "Solidarité, 60 ans de sécurité sociale", "120 ans de lutte sociale et politique", "70e anniversaire de la Guerre d'Espagne"… Une exposition permanente est également visible à ALPHAS

## Services offerts par ALPHAS
- Une bibliothèque de 17 000 ouvrages
- Un département archives comprenant plusieurs fonds privés ou d'institutions
- Un centre de documentation offrant des dossiers d'actualité (Tsunami, décès de Guy Mathot, décès de Jean-Paul II, gare des Guillemins, 175 ans de la Belgique, attentats de Londres, catastrophe de Liège…) sur base d'une revue de presse quotidienne (Le jour Liège, Le Soir, La Meuse, Le Vif/L'Express)
- Une salle de lecture
- Un service de photocopie
- Le prêt de documents pour des expositions est possible grâce à une convention
- La vente de documents